# Estación de Holborn
Holborn es una estación del Metro de Londres en Holborn, Centro de Londres, localizada en la intersección entre High Holborn y Kingsway. La estación está servida por la Central Line y la Piccadilly Line. En la Central Line, la estación se encuentra entre las estaciones de Tottenham Court Road y Chancery Lane, mientras que la Piccadily, la estación se encuentra entre Covent Garden y Russell Square.
- Datos: Q1433544
- Multimedia: Holborn tube station / Q1433544